# خوسيه غويلرمو فيلازكيز غوتيريز
خوسيه غويلرمو فيلازكيز غوتيريز هو سياسي مكسيكي، ولد في 26 نوفمبر 1969 في ولاية بويبلا في المكسيك. نشط حزبياً في حزب العمل الوطني. وقد انتخب عضو مجلس النواب المكسيك ‏.